# Danville (Kansas)
Pour les articles homonymes, voir Danville.
Danville est une ville américaine située dans le comté de Harper, au Kansas. Selon le recensement de 2020, sa population est de 29 habitants.